# فندق مينا هاوس

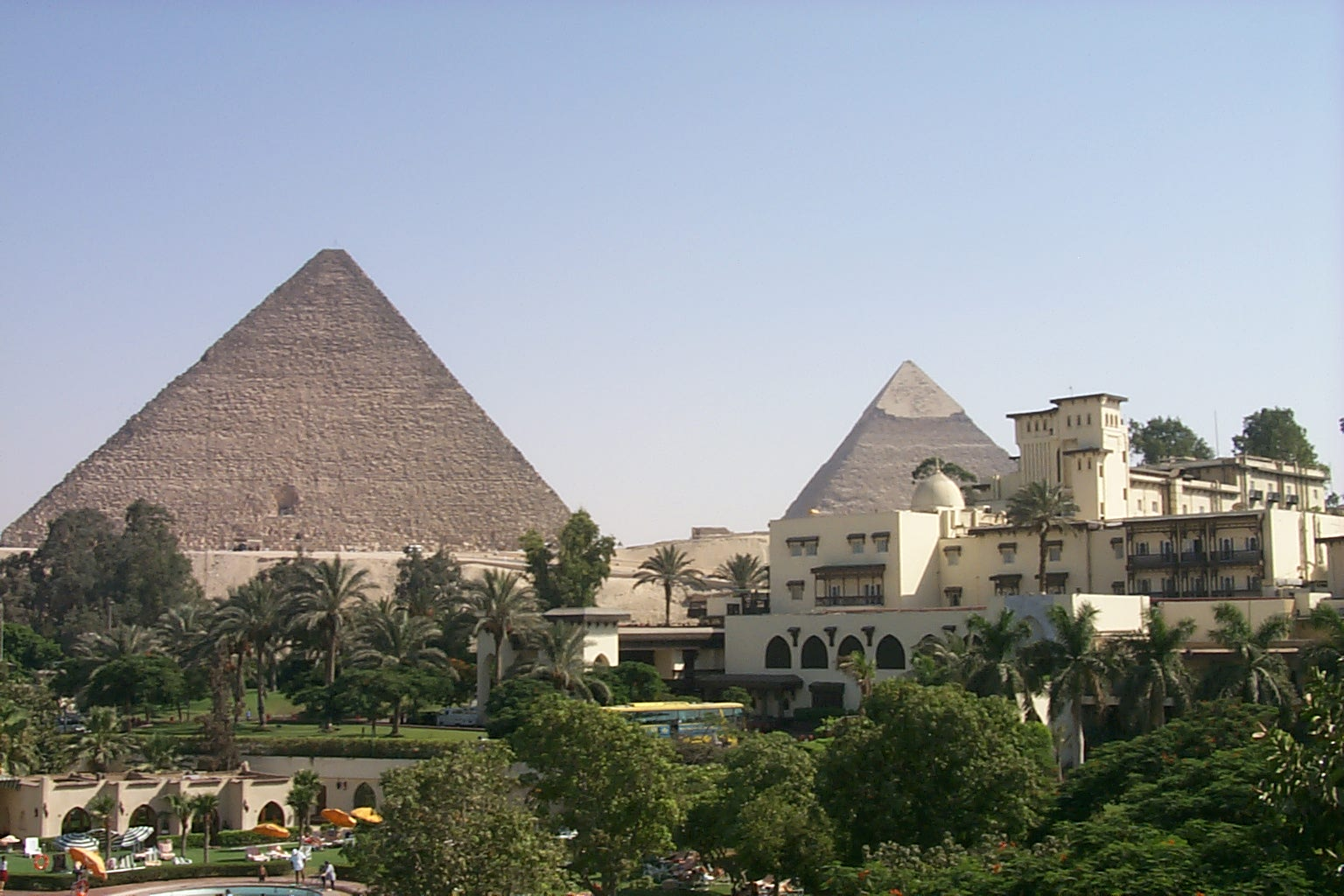
فندق مينا هاوس أوبيروي في الجيزة

فندق مينا هاوس هو فندق ومنتجع فخم ذو إطلالة مباشرة على الأهرامات ويقع قرب القاهرة في الجيزة بمصر، والفندق ذو خمسة نجوم، ولعب الفندق دوراً مهماً في تاريخ مصر وأقام به عدداً من الشخصيات العالمية ذات التأثير مثل ونستون تشرشل وريتشارد نيكسون وأغاثا كريستي وفرانك سيناترا والملك سعود وغيرهم كثير تملكه وتشغله شركة ليجاسي للفنادق التابعة لمجموعة طلعت مصطفى.

## التاريخ
مينا هاوس بناه أصلاً الخديوي إسماعيل باشا في عام 1869 على مساحة 40 فدان ليكون استراحة خاصة يقضي فيها أوقاته بعد عودته من رحلات الصيد الطويلة ويقابل ضيوفه فيها، وهذه الاستراحة تطل على هضبة الأهرامات ومحاطة بحدائق الياسمين ذو الرائحة العطرية لتبدو أشبه بواحة خضراء في قلب الصحراء، ثم وسع الخديوي إسماعيل الاستراحة وتهيئة شارع الهرم المؤدي لها وحول البناء إلى قصر لضيوف حفل افتتاح قناة السويس، وفي عام 1883 زادت الديون على الخديوي إسماعيل فاضطر إبنه الخديوي توفيق لبيع القصر لثري بريطاني وزوجته هما «فريدريك وجيسي هيد» وأصبح القصر مسكناً خاصاً لهما قضيا فيه شهر العسل ووسعا بناءه وأطلقا عليه اسم مينا نسبة للملك مينا الملك الفرعوني الذي وحد القطرين (مصر العليا ومصر السفلى) وأضاف فردريك لمسات إنجليزية من المواقد الكبرى في الأركان التي كانت غير عادية في مصر في ذلك الوقت ولكنها أعطت إيحاء رائع للمكان عندما اختلطت بالمشربيات والبلاط الأزرق اليدوي والفسيفساء والأبواب الخشبية المنقوشة يدويا والمطعمة بالنحاس والصدف
وفي عام 1885 باعا القصر لرجل إنجليزي وزوجته هما «إيثيل وهيوز لوكيه كينغ» وهي عائلة اشتهرت بعشقها للآثار المصرية القديمة، وقررت تحويل القصر لفندق مينا هاوس والذي افتتح للعامة في عام 1886. وفي خلال الحرب العالمية الأولى أصبح الفندق مقراً للقوات الأسترالية والنيوزيلاندية ثم تحول إلى مستشفى في أواخر تلك الحرب، وخلال الحرب العالمية الثانية في عام 1943 شهد فندق مينا هاوس أحداث مؤتمر القاهرة الذي ضم رئيس الوزراء البريطاني الأسبق ونستون تشرشل والرئيس الأمريكي الأسبق روزفلت والزعيم الصيني شيانغ كاي شيك لمناقشة أحداث الحرب
انتقلت ملكية الفندق من عائلة "لوكيه" إلى شركة الفنادق المصرية التي كانت تمتلك فنادق تاريخية مثل "شبرد" و "الجزيرة بالاس" (فندق ماريوت القاهرة حالياً)، ثم مع قيام ثورة 23 يوليو عام 1952 تم تأميم الفندق وإعادة ملكيته إلى الحكومة المصرية. وفي عام 1971 اشترى الفندق "راي بهادور موهان سينغ وشركته وهم الملاك الحاليين لفندق مينا هاوس أوبيروي، وفي عام 1972 تولت شركة فنادق أوبيروي العالمية الهندية إدارة الفندق وقامت بتجديده أكثر من مرة وفي شهر ديسمبر عام 1977 عقد مؤتمر مينا هاوس بين الرئيس المصري الأسبق أنور السادات والرئيس الأمريكي جيمي كارتر ورئيس الوزراء الإسرائيلي مناحيم بيجن وممثلين عن الأمم المتحدة قبل عقد اتفاقية كامب ديفيد للسلام بين مصر وإسرائيل.

## التجديد والتوسيع

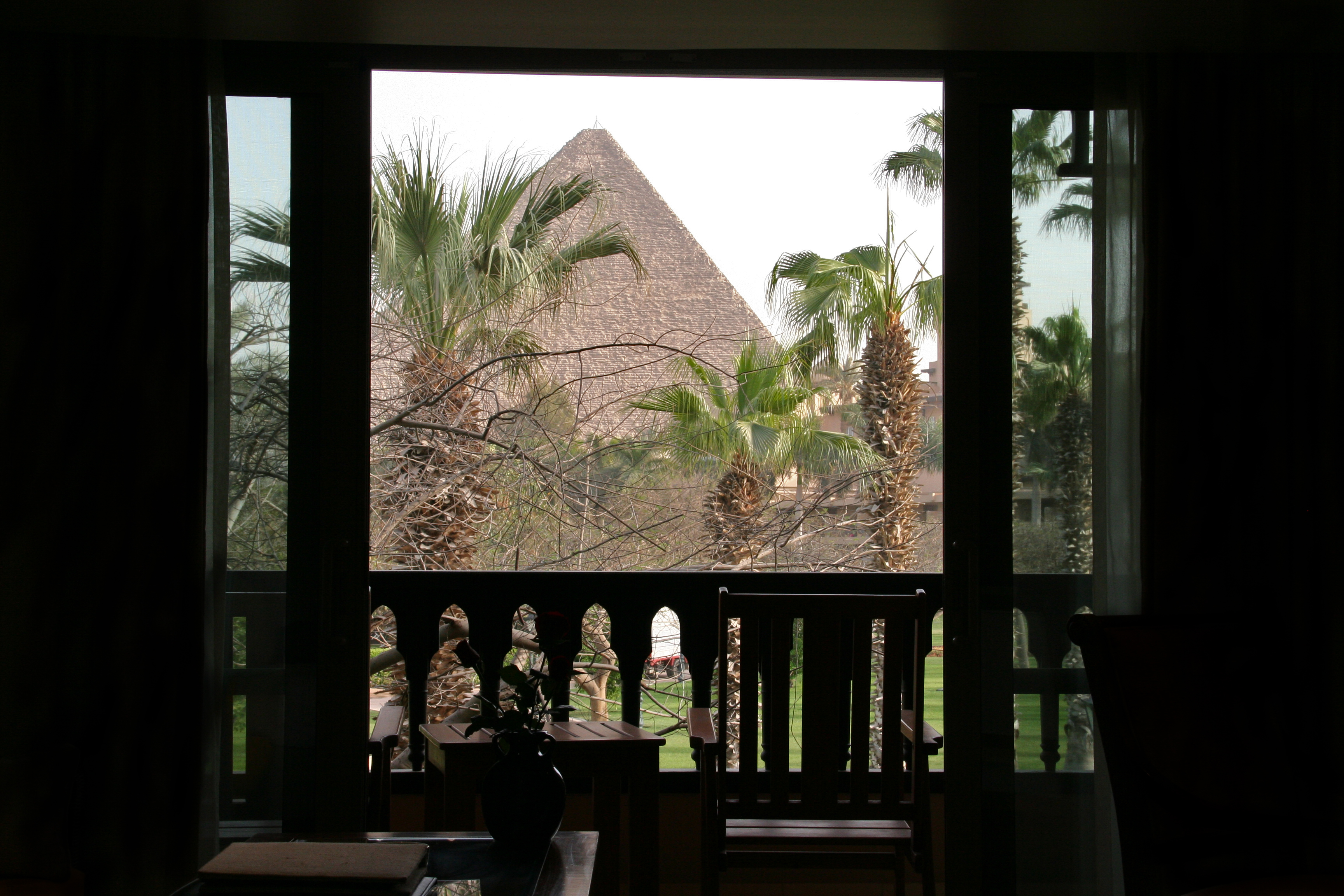
منظر من فندق مينا هاوس أوبيروي

بدأ الفندق بعدد 80 غرفة وجناح مميز، وفي عام 1920 أضيفت للفندق 30 غرفة أخرى، وفي عام 1964 تم شراء الفندق من قبل مجموعة أوبيروي وبدأ في تجديده في عام 1972 وانتهى في عام 1975، ثم في عام 1978 بدأ العمل في جناح الحدائق حيث أضيفت 200 غرفة جديدة، وفي عام 2007 و2008 جدد الفندق مرة أخرى، وتصل عدد غرف الفندق إلى 486 غرفة وجناح (7 أجنحة صغيرة و 4 أجنحة رئيسة في كل واحدة شرفة خاصة واسعة تطل على الأهرامات)، ويتكون الفندق من أربعة طوابق تمتاز بسلالم من الرخام الفخم مع طراز العمارة الإسلامية التي شيدت بها الاستراحة، وبه عدد من الثريات المصنوعة يدويا من الزجاج الملون والتي يصل طولها إلى ثلاث طوابق، وتتنوع مستويات الغرف فهناك 96 غرفة في المبنى الرئيس للفندق و 390 غرفة في المبنى الملحق به، وجميع الغرف فرشت بسجاد فارسي يدوي الصنع ويزينها جداريات قديمة بالإضافة إلى الإبقاء على النوافذ الخشبية القديمة، وجميع الغرف تطل على أول وأكبر حمام سباحة تم بناؤه في مصر بالإضافة إلى ملعب للغولف يحتوي على 18 حفرة، وملعب للتنس، وملعب للجري ومركز للياقة البدنية، وأكثر من قاعة لإقامة الحفلات والمؤتمرات.

## أشهر الشخصيات التي أقامت في مينا هاوس
فريد الاطرش

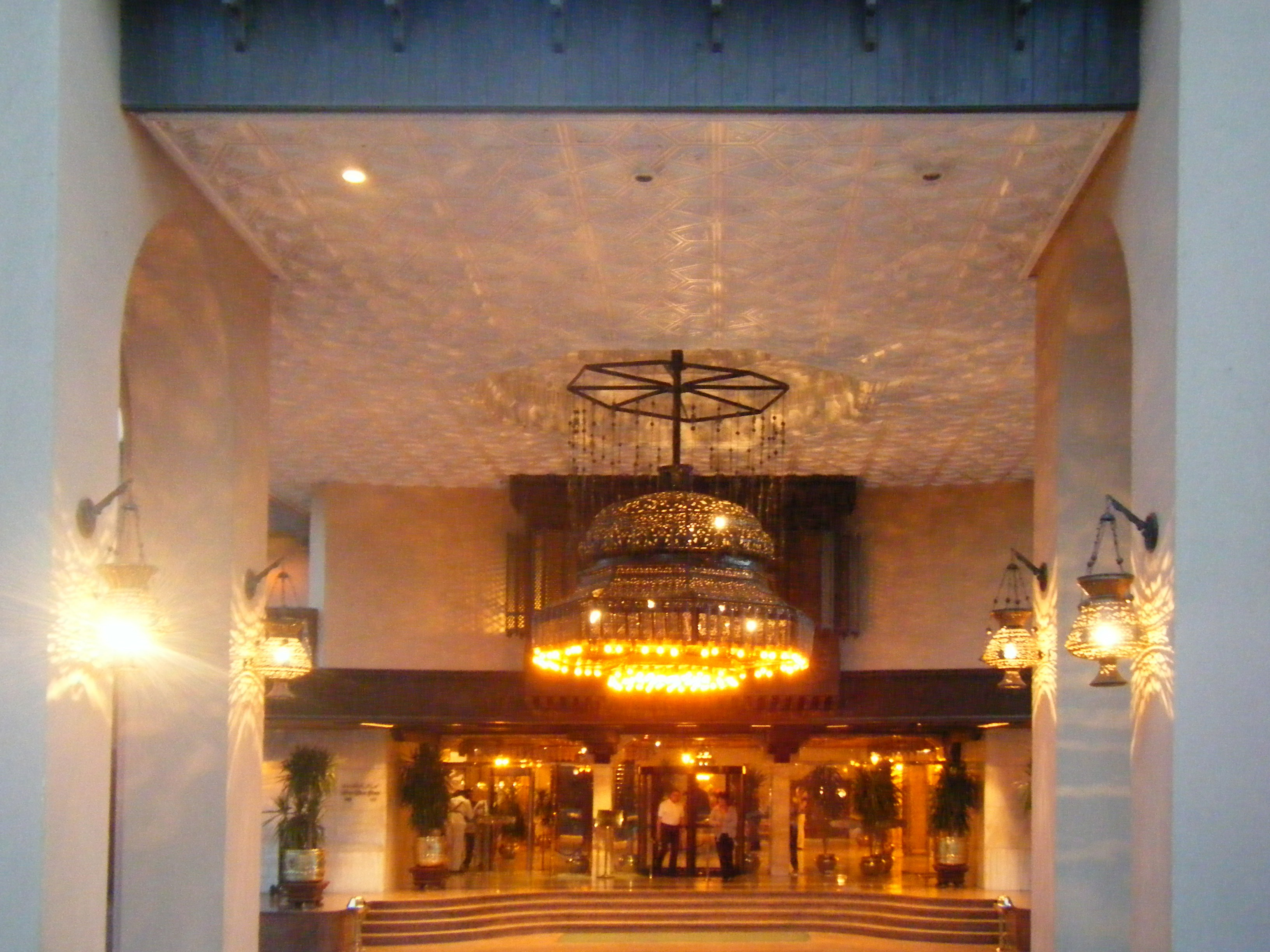
مدخل فندق مينا هاوس بالجيزة في مصر

- أوجيني أمبراطورة فرنسا في حفل افتتاح قناة السويس.
- الأمير ألبرت فيكتور أمير ويلز في عام 1889.
- السير آرثر كونان دويل وزوجته في عام 1894.
- حضر الملك جورج الخامس وزوجته الملكة ماري تك مأدبة غداء هناك في عام 1909.
- ونستون تشرشل في عام 1914.
- زار الملك فاروق ملك مصر مينا هاوس في عام 1939.
- الرئيس الأمريكي ريتشارد نيكسون في عام 1974.
- ملك ألبانيا روغ.
- الملك جوستاف ملك السويد.
- الملك امبرتو ملك إيطاليا.
- الفونسو ملك إسبانيا.
- الإمبراطور هيلا سيلاسي امبراطور أثيوبيا.
- الملك محمد الخامس ملك المغرب.
- سعد زغلول أقام بالفندق بعد استقالته من الحكومة.
- القائد العسكري الإنجليزي مونتغمري حيث لا يزال الجناح الذي أقام فيه باسمه.
- التقى ونستون تشرشل رئيس وزراء بريطانيا الأسبق مع رئيس الولايات المتحدة الأمريكية فرانكلين روزفلت في فندق مينا هاوس عام 1943 لمناقشة خطط الحرب العالمية الثانية.
- وزير الخارجية الأمريكي الأسبق هنري كيسنجر في عام 1974.
- مباحثات السلام بين الرئيس أنور السادات والرئيس الأمريكي الأسبق جيمي كارتر ورئيس وزراء إسرائيل مناحيم بيجن فيما سمي مؤتمر مينا هاوس.
- أغا خان.
- الأميرة ديانا.
- الملكة اليزابيث الثانية.
- ملكة النرويج.
- ملك وملكة إسبانيا.
- رئيس البرتغال.
- رئيس فرنسا ساركوزي.
- شارلي شابلن.
- أجاثا كريستي.
- بيل غيتس.
- فرانك سيناترا.
- براين آدمز.
- بروك شيلدز.
- أسمهان.
- أم كلثوم تقضي عادة بضعة أيام بالفندق للراحة بعد كل حفلة غنائية ولها جناح باسمها.
- روبرت دي نيرو.
- روجر مور. جيمس بوند.
- سيسيل دي ميل.
- تشارلتون هيستون.
- عمر الشريف.
- يسرا.
- يوسف شاهين.
- ميريام فارس.
- ليونيل ميسي.
- ويل سميث.
- ريان غيغز
- روبرتو كارلوس
- ديكو
- رالف لورين 1999ميلاديآ

## الأفلام التي صورت بالفندق
صور بالفندق الفيلم العالمي «وادي الملوك» وعدد من الأفلام المصرية منها فيلم حكاية حب لعبد الحليم حافظ وعبد السلام النابلسي ومريم فخر الدين، وفيلم يوم من عمري للمطرب عبد الحليم حافظ، وفيلم صاحبة الجلالة للفنان فريد شوقي، كما صور بالفندق عدد من الأفلام العالمية لجيمس بوند.

## وصلات خارجية
- الموقع الرسمي لفندق مينا هاوس